# Moltres
Moltres és una de les espècies que apareixen a la franquícia Pokémon. És de tipus foc i volador.
Segons GamesRadar+, el disseny d'aquest Pokémon es basa en l'ocell de foc de la mitologia eslava.
El 2020 es descrigué una espècie d'escarabat australià que fou anomenada Binburrum moltres en honor d'aquest Pokémon. Els mateixos autors descrigueren B. articuno i B. zapdos, en referència als dos altres ocells llegendaris de Kanto.